# Hermann Petri (Jurist)
Hermann Konrad Petri (* 29. September 1885 in Detmold; † 26. Januar 1963 ebenda) war ein deutscher Verwaltungsjurist, Oberregierungsrat und Landesrat in der Lippischen Landesregierung.

## Werdegang
Sein Vater Theodor Petri (1848–1903) war Bürgermeister der Stadt Detmold.
Konrad Petri nahm am Ersten Weltkrieg teil und erreichte den Dienstgrad eines Leutnants im 3. Westfälischen Infanterie-Regiment. Seine Große Staatsprüfung legte er am 23. Mai 1917 ab. Er promovierte und wurde am 1. Oktober 1928 Oberregierungsrat in Detmold. Später wurde er Leiter der Wirtschaftsabteilung bei der Landesregierung.
Von 1930 bis Februar 1933 war er als Parteiloser unter Heinrich Drake Mitglied des Landespräsidiums Lippe. Von seinen Dienstgeschäften in der Regierung befreit, wurde er anschließend im April 1933 als Nachfolger des Regierungsrates August Böhmer dessen Stellvertreter. Petri wurde zum Vorsitzenden des Oberverwaltungsgerichts Detmold ernannt. Petri konnte auch in Folge, weil er in „wenig relevant[en]“ Einrichtungen eingesetzt wurde, parteilos bleiben und musste nicht in die NSDAP eintreten. Kurze Zeit später übernahm er zusätzlich das Amt des Direktors des Oberversicherungsamtes Detmold.
Vermutlich im Herbst 1941 wurde Petri zum Landratsamt Detmold als stellvertretender Landrat abgeordnet. Im Mai 1945 schied er in Detmold aus und wurde anschließend zuständiger Landesrat für Finanzen in der Lippischen Landesregierung im Kabinett Drake VIII. Er blieb bis zu deren Auflösung im Ende Januar 1947 in dieser Funktion.
1919 heiratete er Klara Windgasse (* 1891).

## Werke (Auswahl)
- Gemeindeverfassungsgesetz für das Land Lippe. Meyersche Hofbuchhandlung, 1927.
- Das Kommunale Verfassungswesen in Lippe. In: Monographien deutscher Landschaften, Band 4, 1930.